# Jamie Thomas
Jamie Thomas, ameriški poklicni rolkar, * 11. oktober 1974, Dothan, Alabama, ZDA
Znan je tudi po vzdevku The Chief (šef). Rolkati je začel pri trinajstih in njegov položaj na rolki je regular. Njegov najbolj znani trik je poizkus »leap of faitha« (5 meterski spust), ki se je končal samo z zvitim gležnjem in zlomom rolke na več mestih. Thomas je populariziral rolkanje na velikih ograjah čez stopnice, kar je dandanes že skoraj običajno. 
Thomas je vegetarijanec in je bil skupaj s Ed Tempeltonom leta 2000 v reklami PETE.
Leta 1996 je zapustil Toy machine in ustanovil podjetje Zero, leta 2003 pa je ustanovil še podjetje Fallen.
Med obdobjem med filmoma Misled youth in Dying to live je postal zavzet kristjan in je v svoje izražanje (filmi, grafike na deskah, tetovaže...) vnesel veliko verske simbolike.
Leta 2003 je dobil TWSjev Izbor bralcev in Najboljši del filma leta 2000.
30. marca 2006 je postal oče hčerki James Ruby.
| - Zero (1996 - ) | - King of the road 2005 (Thrasher, 2006) |